# Русе (аеропорт)
Аеропорт Русе (IATA: ROU, ICAO: LBRS) (болг. Летище Русе) ― колишній військовий і пасажирський аеропорт, розташований за 20 км на південь від міста Русе, Болгарія. За станом на кінець 2016 року закритий, але тим не менш має ліцензію на роботу з малими пасажирськими та вантажними повітряними суднами.

## Історія
Аеропорт був заснований в 1967 році як навчальний полігон для льотчиків ВПС Болгарії. Мав назву 11-а авіабаза «Штриклево» і був оснащений літаками Aero L-29 Delfin. Використовувався державною авіакомпанією «Балкан» для внутрішніх рейсів в аеропорт Софія. Після падіння комуністичного режиму в Болгарії внутрішні рейси були визнані невигідними, державне фінансування припинилося. Аеропорт слугував тренувальною базою до 1998 року, пізніше вона була розформована.

## Розвиток
Уряд Болгарії вирішив надати концесію на деякі з своїх міжнародних аеропортів, але перша процедура наприкінці 2007 року не увінчалася успіхом, хоча і був проявлений інтерес з боку швейцарських інвесторів Фердинанд Пріси і болгарської компанії Пріста Ойл. Уряд вирішив зробити нову ставку для аеропорту та новий конкурс повинен був відбутися в середині грудня 2007 року, але потім тендер був відкладений на невизначений термін.
У середині жовтня 2014 року Міністерство транспорту ухвалило рішення про надання аеропорту Русе у власність муніципалітету. Ідея була схвалена муніципальним радою та відповідна угода була укладена в листопаді 2014 року.
Болгарський уряд передав право власності на нерухомість в селі Штриклево, а також свою частку в аеропорту Русе муніципалітету 17 грудня 2014. Юридична процедура була завершена 4 лютого 2015 року. На даний момент аеропорт офіційно належить муніципалітету Русе.